# (1907) Rudneva
(1907) Rudneva (1972 RC2; 1935 QX; 1938 EY; 1938 FK; 1942 EH; 1942 EM1; 1950 EP; 1950 FB; 1950 HL; 1958 DD; 1958 FN; 1970 CP) ist ein Asteroid des Hauptgürtels, der am 11. September 1972 von Tamara Michailowna Smirnowa im Krim-Observatorium entdeckt wurde.
Benannt wurde er nach der sowjetischen Bomberpilotin Jewgenija Maximowna Rudnewa (1920–1944), die im Einsatz abgeschossen wurde.